# Esquina da Liberdade

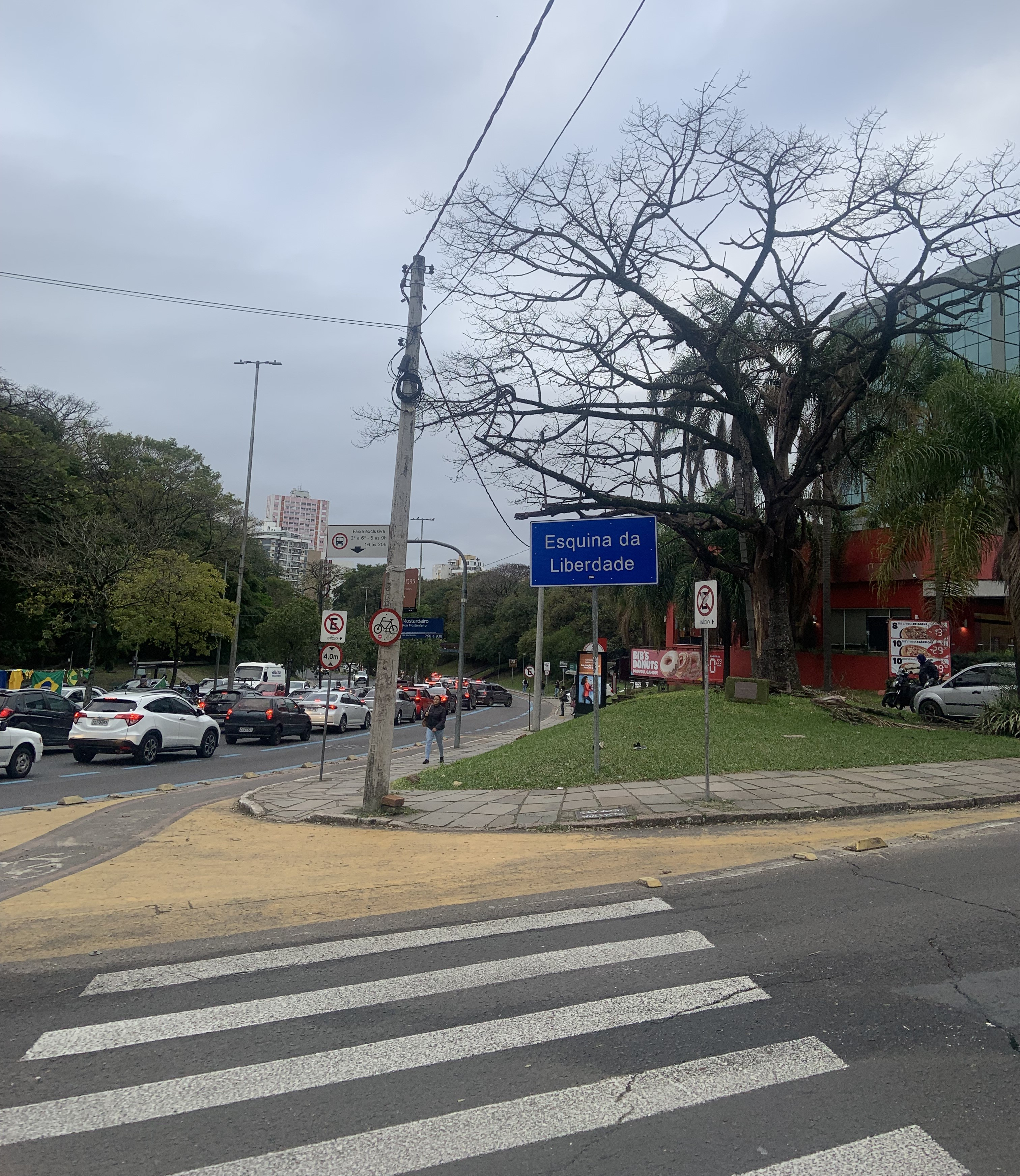
A Esquina da Liberdade e sua placa, em Porto Alegre.

A Esquina da Liberdade é um marco urbano localizado no cruzamento da Rua Mostardeiro com a Avenida Goethe, próximo ao Parque Moinhos de Vento, conhecido como Parcão, na cidade de Porto Alegre, capital do estado brasileiro do Rio Grande do Sul.
A esquina, que fica na confluência entre os bairros Moinhos de Vento e Rio Branco, foi oficialmente denominado em 22 de janeiro de 2020, por meio da Lei Municipal nº 12.675, sancionada pelo então prefeito Nelson Marchezan Júnior.

## História
A proposta de nomeação do cruzamento como "Esquina da Liberdade" surgiu em 2019, por iniciativa dos vereadores Ricardo Gomes e Felipe Camozzato . A ideia era criar um símbolo dos valores da liberdade individual, democracia e livre mercado em um espaço público de destaque em Porto Alegre.
A escolha do local coincide com a área em que ocorreram os protestos contra o governo Dilma Rousseff em 2015 e em 2016, levando ao impeachment da então presidente. Estima-se que na ocasião, mais de 100 mil pessoas foram a esse local para protestar contra o governo de Dilma .
O nome também surge como um contraponto simbólico à tradicional Esquina Democrática, no Centro Histórico, conhecida como um ponto de efervescência política e estudantil.
A placa que oficializa a denominação foi instalada em novembro de 2024, tornando-se um ponto de referência na paisagem urbana da capital gaúcha .